# Réda Johnson
Réda Johnson (Marselha, 21 de março de 1988), é um futebolista nascido na França e naturalizado beninense que atua como zagueiro e lateral esquerdo. Atualmente, joga pelo Sheffield Wednesday.

## Carreira
Nascido em Marselha, de mãe argelina e pai americano beninense, Johnson começou a sua carreira como jogador de futebol profissional em 2005 no Gueugnon. Ele passou dois anos com o clube, mas não atuou na Ligue 2 antes de ser contratado pelo Amiens. Ele fez sua estréia pelo time em 24 de agosto de 2007 e atuou em mais de onze jogos em todas as competições durante a temporada 2007-08. Na temporada seguinte Johnson atuou pouco e o Amiens acabou rebaixado à Championnat National. O novo gerente Serge Romano identificava Johnson como um dos jogadores mais vendáveis do clube e concordou que ele poderia sair se existisse uma oferta adequada. Foi então que ele foi realizar testes no clube escocês Aberdeen em julho de 2009, e parecia que se juntaria ao elenco principal, depois de impressionar o gerente Mark McGhee.
Johnson, então, atuando na pré-temporada do clube Inglês Plymouth Argyle, e juntou-se ao elenco permanentemente, por um valor não revelado em um contrato de três anos. Alguns dias depois, ele fez sua estréia na derrota por 2 a 1 contra o Derby County, e teve mais 24 aparições em sua primeira temporada com o clube. Ele ganhou muitos elogios por suas atuações, mas não conseguiu evitar o rebaixamento do Argyle. Ele marcou seu primeiro gol em setembro de 2010, contra o Colchester United, enquanto era o capitão do time na ausência de Carl Fletcher. 
Johnson foi vendido ao Sheffield Wednesday em janeiro de 2011, por um valor não revelado. Ele marcou em sua estréia na Liga, no empate em 2 a 2 contra o Charlton Athletic. Johnson rapidamente se tornou um jogador favorito dos torcedores em Hillsborough em grande parte, devido à sua impressionante capacidade de finalização e performances consistentes.

## Seleção Beninense
Johnson teve a possibilidade de jogar por quatro países diferentes, como o seu pai era um norte-americano de ascendência beninense, sua mãe sendo de descendência argelina e Johnson ter nascido na França. Foi então que ele indicou em uma entrevista que ele consideraria jogar pela Argélia. No entanto, em 11 de fevereiro de 2009, Johnson fez sua estréia pela Seleção Beninense de Futebol em um amistoso contra a própria Argélia.

## Vida pessoal
Em 5 de janeiro de 2011, Johnson foi levado ao tribunal acusado de cárcere privado de uma mulher, na casa de um jogador Blackburn não identificado ao público. Ambos os clubes, Sheffield Wednesday e Plymouth Argyle, seu clube na época do incidente, alegaram não ter conhecimento do incidente até o surgimento no tribunal. Após retornar ao tribunal em 7 de abril de 2011, o processo de Johnson foi arquivado por falta de provas. Ele falou sobre a sua inocência e declarou o alívio por ter seu nome apagado desta denúncia.
No ano de 2014, Johnson foi agraciado com o Prêmio da Comunidade PFA.